# Toxorhynchites nepenthis
Toxorhynchites nepenthis är en tvåvingeart som först beskrevs av Dyar och Shannon 1925.  Toxorhynchites nepenthis ingår i släktet Toxorhynchites och familjen stickmyggor.
Artens utbredningsområde är Filippinerna. Inga underarter finns listade i Catalogue of Life.